# 苗35線
苗35線（石頭灣－烏眉）是台灣苗栗縣一條南北向的鄉道，北起西湖鄉東四湖，南至通霄鎮烏眉坑，全長5.271公里。

## 行經行政區域
苗栗縣
- 西湖鄉：東四湖（ 縣道119號岔路）→ 龍壽橋 → 四湖（ 苗33線岔路）→ 通霄鎮界
- 通霄鎮：西湖鄉界 → 烏梅坑（ 縣道128號岔路）

## 沿途風景
- 西湖溪：位於龍壽橋下。

## 重要地標
- 龍壽橋
- 宣王宮：又稱雲梯書院。[2]上面還刻著「啟發乾坤秘，傳流宇宙心」，意思是要啟發智慧，才能流傳給下一代的子孫。[2]
- 福龍橋
- 烏梅國小

## 交會公路
- 縣道119號
- 苗33線
- 苗35-1線
- 縣道128號